# 1975 Голяма награда на Италия
1975 Голяма награда на Италия е 26-о за Голямата награда на Италия и 13-и кръг от сезон 1975 във Формула 1, провежда се на 7 септември 1975 година на пистата Монца в Монца, Италия.

## Репортаж
Повечето пилоти и отбори пристигнаха в Монца без промяна, с изключение на Лотус които смениха Брайън Хентън с Джим Крауфорд, докато Жак Лафит ще си партнира с италианеца Ренцо Дзордзи в Уилямс, който също така спечели подгряващото състезание за Формула 3 в Монако. Счупената ръка на Уилсън Фитипалди му попречи да участва, заради инцидента си в Йостерайхринг. На мястото на бразилеца дойде бившия пилот на Ферари и на Уилямс, Артуро Мерцарио. Отборът на Пенске отсъства за това състезание, заради кончината на техния им пилот Марк Донъхю два дена след края на предишното състезание, докато Съртис също пропускат това състезание, поради проблеми вътре в тима.

### Квалификация
Пилотите на Ферари окупираха първата редица, въпреки че пилотите с двигатели Косуърт останаха на три десети. Ники Лауда победи съотборника си Клей Регацони с половин секунда. Емерсон Фитипалди се класира трети пред четвъртия Джоди Шектър (със секунда по-бавен от Лауда). Йохен Мас е следващият пред видимо в чудесна форма Тони Брайз, с Карлос Ройтеман, Джеймс Хънт, Виторио Брамбила и Карлос Паче. Роелоф Вундеринк остана на три десети от гарантирано място за състезанието, докато Тони Тримър остана този път на две секунди зад Мерцарио.

### Състезание
Въпреки променливото време през целия уикенд, времето за неделя е слънчево. Лауда имаше проблеми на старта заради презавиване на гумите, давайки шанс на Регацони да поеме лидерството. Брамбила изгори съединителя, след като първата му предавка му отказа в сутрешната тренировка и започна състезанието с втора, докато БРМ на Боб Еванс, загуби мощност в двигателя няколко секунди, след началото на състезание. Това принуди Ролф Щомелен да удари Крауфорд докато се опита да избегне удар с Еванс.
Докато Регацони и Лауда се отдалечиха от преследвачите, Шектър изпревари Фитипалди за трета позиция, преди да пропусне точката за спиране на завоя Аскари, предизвиквайки верижна реакция. Рони Петерсон и Марио Андрети отпаднаха заради множеството удари, докато Мас и Брайз си повредиха болидите си, скоро последвани от Щомелен, Крауфорд, Брамбила и Крис Еймън (който още на старта имаше проблеми с двигателя), които влязоха в бокса след края на първата обиколка. Единствено Инсайн-а и Лотус-а се върнаха в състезанието, макар че Мас и Щомелен също се върнаха, преди да се приберат заради щетите получени преди малко.
От целия този хаос, Ройтеман излезе на трета позиция пред Фитипалди, Хънт, Патрик Депайе, Паче, Лафит, Том Прайс, Ханс-Йоахим Щук, Шектър, Харалд Ертъл, Мерцарио, Жан-Пиер Жарие, Брет Лънгър, Дзордзи и Лела Ломбарди. Няколко обиколки по-късно обаче, Паче (дросел) и Лафит (скоростна кутия) напуснаха надпреварата. Депайе успя да изпревари Хънт, преди да се доближи до Макларън-а на Фитипалди. Тази заплаха събуди Емерсон, който изпревари Ройтеман, но нищо не можеше да направи срещу Лауда.
Шансовете на Депайе останаха напразни, след като не успя да вземе добре първия шикан в 15-а обиколка и се свлече до седмата позиция, зад Шадоу-а на Прайс, докато осмия Жарие имаше проблеми с горивната система. Уикенд-ът за Марч не е добър, най-вече след като и Щук и Ломбарди също напуснаха. Състезанието влезе в интересната си фаза, след като Регацони увеличи преднината си до десет секунди, докато Фитипалди се приближи до Лауда. Хънт се свлече до шеста позиция, след като пропусна шикана, преди да изпревари Прайс за петата позиция. След като Емерсон не намираше начин да изпревари Ферари-то на Лауда, в 46-а обиколка бразилеца най-после мина пред австриеца, но за Лауда това няма никакво значение, тъй като съотборника му води и шансовете за спечелване на титлата стават по-вероятни за Ники.
Регацони пресече финала за своята първа победа за сезона с преднина от 16.6 секунди от втория Фитипалди. Но всички погледи бяха вперени към Лауда, който с третата си позиция си гарантира титлата при пилотите, както и титлата при конструкторите. Ройтеман завърши на четвърто място, въпреки че постигна най-бърза обиколка, най-вече заради атаката на Хънт в последните обиколки. Прайс завърши шести без никакъв шанс да мине пред англичанина, подпомогнато от Хескет-а на Ертъл. Тирел-ите на Депайе и Шектър завършиха съответно седми и осми пред Ертъл, Лънгър, Мерцарио, Еймън, Крауфорд и Зорзи.

## Класиране
| Поз | No | Пилот             | Конструктор    | Оби. | Време/Отпадане | Място | Точки |
| --- | -- | ----------------- | -------------- | ---- | -------------- | ----- | ----- |
| 1   | 11 | Клей Регацони     | Ферари         | 52   | 1:22:42.6      | 2     | 9     |
| 2   | 1  | Емерсон Фитипалди | Макларън-Форд  | 52   | + 16.6         | 3     | 6     |
| 3   | 12 | Ники Лауда        | Ферари         | 52   | + 23.2         | 1     | 4     |
| 4   | 7  | Карлос Ройтеман   | Брабам-Форд    | 52   | + 55.1         | 7     | 3     |
| 5   | 24 | Джеймс Хънт       | Хескет-Форд    | 52   | + 57.1         | 8     | 2     |
| 6   | 16 | Том Прайс         | Шадоу-Форд     | 52   | + 1:15.9       | 14    | 1     |
| 7   | 4  | Патрик Депайе     | Тирел-Форд     | 51   | + 1 Об.        | 12    |       |
| 8   | 3  | Джоди Шектър      | Тирел-Форд     | 51   | + 1 Об.        | 4     |       |
| 9   | 34 | Харалд Ертъл      | Хескет-Форд    | 51   | + 1 Об.        | 17    |       |
| 10  | 25 | Брет Лънгър       | Хескет-Форд    | 50   | + 2 Об.        | 21    |       |
| 11  | 30 | Артуро Мерцарио   | Фитипалди-Форд | 48   | + 4 Об.        | 26    |       |
| 12  | 32 | Крис Еймън        | Инсайн-Форд    | 48   | + 4 Об.        | 19    |       |
| 13  | 6  | Джим Крафорд      | Лотус-Форд     | 46   | + 6 Об.        | 25    |       |
| 14  | 20 | Ренцо Дзордзи     | Уилямс-Форд    | 46   | + 6 Об.        | 22    |       |
| Отп | 17 | Жан-Пиер Жарие    | Шадоу-Матра    | 32   | Горивна помпа  | 13    |       |
| Отп | 29 | Лела Ломбарди     | Марч-Форд      | 21   | Катастрофа     | 24    |       |
| Отп | 10 | Ханс-Йоахим Щук   | Марч-Форд      | 15   | Катастрофа     | 16    |       |
| Отп | 21 | Жак Лафит         | Уилямс-Форд    | 7    | Ск. кутия      | 18    |       |
| Отп | 8  | Карлос Паче       | Брабам-Форд    | 6    | Газ            | 10    |       |
| Отп | 22 | Ролф Щомелен      | Хил-Форд       | 3    | Катастрофа     | 23    |       |
| Отп | 2  | Йохен Мас         | Макларън-Форд  | 2    | Катастрофа     | 5     |       |
| Отп | 5  | Рони Петерсон     | Лотус-Форд     | 1    | Двигател       | 11    |       |
| Отп | 23 | Тони Брайз        | Хил-Форд       | 1    | Катастрофа     | 6     |       |
| Отп | 27 | Марио Андрети     | Парнели-Форд   | 1    | Катастрофа     | 15    |       |
| Отп | 9  | Виторио Брамбила  | Марч-Форд      | 1    | Съединител     | 9     |       |
| Отп | 14 | Боб Еванс         | БРМ            | 0    | Електро        | 20    |       |
| НКв | 31 | Роелоф Вундеринк  | Инсайн-Форд    |      |                |       |       |
| НКв | 35 | Тони Тримър       | Маки-Форд      |      |                |       |       |

## Класиране след състезанието
| Поз | Пилот             | Точки |
| --- | ----------------- | ----- |
| 1   | Ники Лауда        | 55.5  |
| 2   | Емерсон Фитипалди | 39    |
| 3   | Карлос Ройтеман   | 37    |
| 4   | Джеймс Хънт       | 30    |
| 5   | Клей Регацони     | 25    |
| 6   | Карлос Паче       | 24    |
| 7   | Джоди Шектър      | 19    |
| 8   | Йохен Мас         | 16    |

| Поз | Конструктор   | Точки   |
| --- | ------------- | ------- |
| 1   | Ферари        | 63.5    |
| 2   | Брабам-Форд   | 54 (56) |
| 3   | Макларън-Форд | 47      |
| 4   | Хескет-Форд   | 30      |
| 5   | Тирел-Форд    | 24      |
| 6   | Шадоу-Форд    | 9.5     |
| 7   | Марч-Форд     | 7       |
| 8   | Лотус-Форд    | 7       |